# Eroare logică formală
În filozofie, o eroare logică formală este un tipar de gândire întotdeauna greșit. Asta se datorează unor scăpări în structura argumentului, care-l fac invalid. O eroare logică formală e în contrast cu eroarea logică informală, care poate avea o formă logică validă, dar e falsă datorită unor caracteristici ale premiselor, sau datorită problemelor ce țin de inferența rațională.
Termenul de eroare logică este adesea folosit la modul general pentru a desemna un argument care e problematic datorită unor rațiuni, indiferent dacă este o eroare logică formală sau informală.
Prezența unei erori logice formale într-un argument deductiv nu implică nimic despre premisele argumentului sau concluziile sale. Ambele pot fi adevărate, sau chiar mai mult de atât ca rezultat al argumentului (de exp. apelul la autoritate), dar argumentul deductiv este invalid deoarece concluzia nu rezultă din premise. Prin extensie, un argument poate conține o eroare logică formală chiar dacă argmentul nu e unul deductiv. De exemplu un argument inductiv care aplică în mod incorect principiile probabilităților sau cauzalității poate fi categorisit ca fiind o eroare logică formală.
O abordare diferită în înțelegerea și clasificare erorilor logice este dată de teoria argumentării. În această abordare, un argument este privit ca un protocol interactiv dintre indivizi care încearcă să rezolve un dezacord. Protocolul este reglementat de certe reguli de interacțiune iar violări ale acestor reguli sunt considerate erori logice. Multe din erorile de argumentație din lista de mai jos se înțeleg mai bine dacă sunt considerate ca erori logice în acest sens.
Asemenea erori logice sunt folosite în multe forme de către metodele de comunicare moderne, unde intenția este de a influența comportamentul și de a schimba concepții - exemplele din mass media de azi includ propaganda, publicitatea, politica, editorialele din presă și știrile bazate pe opinii, dar nu se limitează doar la acestea.

## Exemple comune
Pentru o listă a tipurilor de erori logice formale și informale cu exemple de argumente falacioase, vezi Eroare logică.